# Симчич Мирослав Васильович
Миросла́в Васи́льович Си́мчич (псевдо «Кривоніс»; 5 січня 1923, с. Вижний Березів, Галичина, нині Косівський район, Івано-Франківська область, Україна — 18 січня 2023, Коломия) — український військовий та громадський діяч, сотенний УПА, довголітній політв'язень (провів 32 роки в радянських таборах). Кавалер орденів «Свободи» та «За заслуги», почесний громадянин Коломиї та Львова. Герой України (2022).

## Життєпис

### Дитинство
Народився 5 січня 1923 року в селі Вижний Березів, Коломийський повіт, Станиславівського воєводства, Галичина (тепер Косівський район Івано-Франківської області, Україна), в сім'ї селян середньої заможності. Обидва його діди були друзями-опришками. На його виховання великий вплив мав дядько матері — колишній курінний УГА Григорій Голинський, за порадою якого, хлопця віддали навчатися до «Рідної школи» в сусідньому Нижньому Березові. У шкільні роки Симчич дуже хотів бути козаком і готувався до цього в численних сутичках з ровесниками-поляками. В одній з таких бійок він завдав ушкодження синові війта, через що на певний час був виключений зі школи.

### Бойовий досвід
У 1941 вступив до юнацької мережі ОУН. Перед закінченням Коломийського архітектурного технікуму, восени 1943 року, відправлений до першого куреня УНС (Українська народна самооборона) в Космач, де служить кулеметником. Після двох боїв з німцями цей курінь відійшов у Чорний Ліс, окрім чоти Скуби, на основі якої формується нова сотня. Районовий Орел направляє Симчича знову до Коломиї, тепер уже вести розвідку. Навесні, з приходом більшовиків, сотенний Скуба відправив Симчича до старшинської школи, яка була організована в присілку Завоєли у Космачі.

Мирослав Симчич у лавах УПА

Закінчивши цей вишкіл, він був направлений до БУСА, у сотню Криги на посаду чотового. На прохання сотенного Мороза пізньої осені 1944-го командування повертає Симчича з Буковини в рідні краї. Мороз доручив молодому старшині вишколювати новостворену Березівську сотню. Сотня пішла в рейд на Снятинщину і Заболотівський район, де розгромила декілька колгоспів, а також розігнала місцеві винищувальні загони (так званих «стрибків» або «яструбків»). Далі сотня рейдує Буковиною, повертається перед Різдвом 1945, а після свят отримує наказ іти на Космач.

#### Битва за Космач
Найуспішнішим боєм сотенного Симчича став Рушірський бій під Космачем, в якому, за даними Центру дослідження визвольного руху, з радянського боку, окрім дивізії НКВД, брали участь 31, 33 і 87 прикордонні загони та деякі інші радянські формування. З боку УПА — місцеві курені «Гайдамаки», «Карпатський», імовірно, «Гуцульський» і «Перемога», а також з Калущини сюди зрейдував відомий курінь «Скажені» Павла Вацика-Прута (який замінив пораненого курінного Різуна).
Усього — не менше 10 сотень чисельністю понад 1200 старшин і стрільців. Очевидно, на один з таких зазначених прикордонних батальйонів по дорозі на Космач, у селі Шепіт, натрапила Березівська сотня, в якій Симчич на той час командував 3-ю чотою. Разом з сотнею Івана Ґонти ця сотня оточила і за одну добу розгромила той батальйон. У бою Мороз був тяжко поранений і передав команду саме Симчичу, який перед тим з двома чотами успішно закрив прорив ворога, і довів бій до переможного кінця.
Сили УПА вийшли з Космача та дали можливість частинам НКВС увійти до села. Згодом партизани оточили Космач. Бій тривав три доби без перерви. Вистрілявши весь запас своєї амуніції, частини НКВС подали радіограму в Станіслав до штабу дивізії, щоб їм давали підкріплення, бо вже вони не мають чим захищатись і от-от капітулюють. Радіограму перехопила українська розвідка. Зі Станіслава їм відповіли, що поміч буде. Командування УПА вирішило не допустити допомоги.
Поки основні повстанські сили зводили запеклі бої в Космачі, кілька сотень стало заставами на підступах до села зустрічати останні резерви дивізії НКВСистів. Березунам прийшов наказ відійти до потоку Рушір на засідку: дорогу з Яблунова до Космача випало перекрити їм. Новий сотенний Юрко, якого командування УПА призначило замість Мороза, не знав місцевості, тому доручив керувати боєм досвідченому «Кривоносові».
Місцевість була ідеальною для удару. Повстанці розташувались на схилах над дорогою у підкову, замаскувались у снігу. Ця посилена сотня мала на озброєнні 22 легких кулемети, полковий міномет, «бронебійку», понад 20 автоматів, приблизно 15 напівавтоматичних рушниць, решта — карабіни (кріси) й гранати.
Колона НКВС з'явилася зранку: 12 вантажівок-студебекерів (за іншими даними — понад 15), тісно напханих солдатами, і одна легкова автомашина зупинилися перед щойно розібраним повстанцями мостом. Усі були на видноті. За 2,5 години знищили майже всіх — 405 солдатів та офіцерів НКВС. Існує версія, що в цьому бою загинув командир дивізії генерал-майор Микола Дергачов. У документах він згадується як підполковник. Більшовики, начебто, щоб применшити і приховати масштаби втрат у тій операції, заднім числом понизили його у званні.

#### Поранення
Через 40 хвилин після початку бою розривна куля влучила Мирославові Симчичу в ліву руку, перебивши кістку вище ліктя. Про рану він нікому не сказав, аби не понижувати бойового духу підлеглих. Симчич перетягнув собі рукав кожуха на зап'ясті, щоб кров не стікала. Наприкінці бою він знепритомнів від втрати крові.
Почалася гангрена. Лікарі категорично радили ампутувати руку. Однак повстанець відмовився від ампутації і за порадою місцевого знавця лікарських трав почав щоденні промивання рани відваром трини — дрібних залишків сіна та насіння гірських трав.

### Повстанські будні
Узимку 1946 — аж до весни Симчич хворіє на тиф. У цей час гине сотенний Мороз, сотня з новим командиром Підгірським зазнає втрат і розсіюється. Але здаватися з повинною ніхто не йде. Симчич офіційно призначається командиром Березівської сотні, збирає її і відновлює боєздатність. Сотенний Кривоніс переживає безліч облав та бойових сутичок.

### Останній бій
4 грудня 1948 — Кривоніс із Чернецем (Петром Томичем) перевіряли зимові криївки. Сніг перестав падати й не заносив сліди. Вирішили перечекати у перевіреній хаті, там їх побачила дочка двоюрідної сестри господині. Ця двоюрідна сестра виявилася завербованою сексоткою МДБ. Раптом хату оточили більшовики. Друзі вели бій від першої години дня до десятої години вечора, очікуючи, що з настанням ночі на допомогу прийде боївка повстанців. Чернець був тяжко поранений кулеметною чергою, червоні запалили хату. Кривоніс і Чернець знепритомніли від диму. Коли з палаючої хати припинилися постріли, більшовики облили водою ковдру, накрили нею господаря хати і змусили його витягати повстанців із полум'я.

### Арешт
Засуджений 1949 року Івано-Франківським Військовим трибуналом за участь в УПА на 25 років позбавлення волі. Дивом вижив у жахливих умовах етапів і концтаборів. Брав активну участь у повстаннях та боротьбі з урками. Згодом повторно дістав ще 25 років за «участь у націоналістичному угрупуванні». 1956 Комісія Верховної Ради СРСР скоротила термін покарання до 10 років. У 1963 році Симчича звільнили. Однак 30 січня 1968 він знову заарештований за так званими «нововиявленими обставинами». Після тривалого тяжкого слідства, більшість часу якого Симчич перебував ув одиночній камері, навіть «справедливе» радянське правосуддя не змогло довести жодних «нововиявлених злочинів». Аби не звільняти запеклого ворога радянської влади, у грудні 1969 Президія Верховної Ради СРСР скасувала постанову від 1956. Верховний Суд СРСР своїм рішенням від 20 січня 1970 направив Симчича відбувати покарання за вироком 1953 (кінець терміну 30 січня 1982).
1976 року Симчич звертався до Комісії з прав людини ООН. 14 липня 1978 адміністрація табору викликала Симчича за його заявою про те, що на кінець 1977 він уже відсидів 25 років. Спостережна комісія відмовилася подати його справу на подальший розгляд, бо «в'язень Мирослав Симчич не став на шлях виправлення» (тобто, відмовився засудити свою участь в УПА та співпрацювати з КДБ).
1979 року Мирослав Симчич подав заяву в МДБ і в КДБ з проханням або перевести його назад до 35-го табору Пермської області, в якому утримувалися політичні в'язні, або до Запорізької області (його сім'я жила в Запоріжжі), оскільки в новому таборі з його здоров'ям умови надто тяжкі, і дружині дуже важко до нього добиратися. На вимоги писати листи російською мовою Симчич відповідав, що не писав і не писатиме російською. Після тригодинної розмови з Симчичем працівник Пермського УВТУ полковник Карпов сказав йому: «Я бачу, вас не перевиховали за 27 років, а я тим більше не берусь. Залишайтеся зі своїми переконаннями».
У листопаді 1980 року у Мирослава Симчича знайшли листівки західного виробництва на релігійну тематику. 16 грудня 1980 його кинули на 15 діб до ШІЗО «за невиконання плану». З цього приводу політв'язень Валерій Марченко надіслав телеграму прокуророві УРСР Глуху з пропозицією притягти до відповідальності начальника ВТУ 310/88 Запорізької області Григоренка.
З телеграми: 
| С. потребує медичної допомоги, понад два місяці сім'я не має від нього листів, дружина двічі їздила до табору і просила показати їй чоловіка (вона сумнівається, що він у цьому таборі).[6] |
На що Григоренко відповів: 
| У нас не звіринець. Не знаю, чому він не хоче вам писати".[6] |
6 червня 1981 дружина Симчича Раїса Мороз звернулася із заявою до Генерального прокурора СРСР, в якій повідомила, що в ВТУ ЯЯ-310/88 Запорізької області, куди перевели її чоловіка з політичного табору, в оперчастину викликають співробітників і вимагають від них показів про антирадянські висловлювання Симчича:
| Мій чоловік старий і немічний, ніякої шкоди владі і ладові він уже неспроможний завдати просто через фізичну слабкість. Тому я звертаюся до Вас із проханням втрутитися, зупинити цю сфабриковану справу і надати можливість моєму чоловікові вийти на волю після 30 років ув'язнення, які закінчуються 30.10.82, і жити разом з сім'єю".[7] |
22 січня 1982 року в Запоріжжі в помешканні дружини Мирослава Симчича за її відсутності був проведений таємний обшук. Упродовж півтори години невідомі щось робили в квартирі. Міліція, яку викликали сусіди, відмовилася вживати будь-яких заходів.
1982 Мирослав Симчич, не виходячи на волю, визнаний судом особливо небезпечним рецидивістом і засуджений за ст. 187-І КК УРСР на 2,5 року таборів «за наклепи на радянський державний і суспільний лад».
У 1980-х роках у журналах Західної Німеччини, Канади і США опубліковано декілька листів-заяв Симчича, зредагованих і надісланих туди Валерієм Марченком.

### На волі
Звільнений у 1985 році. Усього відбув в ув'язненні 32 роки, 6 місяців і 3 дні.
Ще рік після звільнення перебував під наглядом. Навіть після проголошення незалежності України міліція Запоріжжя «за звичкою» приходила перевіряти особливо небезпечного злочинця.
На пенсії жив у місті Коломия Івано-Франківської області, був його почесним громадянином.
Був членом Коломийської міськрайонної станиці Братства ОУН-УПА Карпатського краю.
Життєвий шлях Мирослава Симчича ліг в основу книги Михайла Андрусяка «Брати грому».
15 листопада 2017 року за поданням Івано-Франківської обласної прокуратури Косівський районний суд реабілітував Мирослава Симчича.
У 2019 році життєпис Мирослава Симчича став основою третього фільму циклу «Жива УПА» «Я не з неба».
Помер 18 січня 2023 року у віці 100 років. Був похований 20 січня 2023 року в місті Коломия на цвинтарі «Монастирок».

## Вшанування пам'яті
У 2008 році в Коломиї йому було встановлено прижиттєвий пам'ятник.
11 травня 2013 року став почесним громадянином Львова.
15 червня 2023 року у місті Івано-Франківськ вулицю Токарську перейменували на вулицю Мирослава Симчича.
29 листопада 2023 року у місті Запоріжжя вулицю Лізи Чайкіної перейменували на вулицю Мирослава Симчича.
4 липня 2024 року Львівська міська рада найменувала один зі скверів на честь Мирослава Симчича.
На фасаді будинку, у якому він жив в Коломиї, 18 січня 2024 року була встановлена меморіальна дошка.

## Галерея

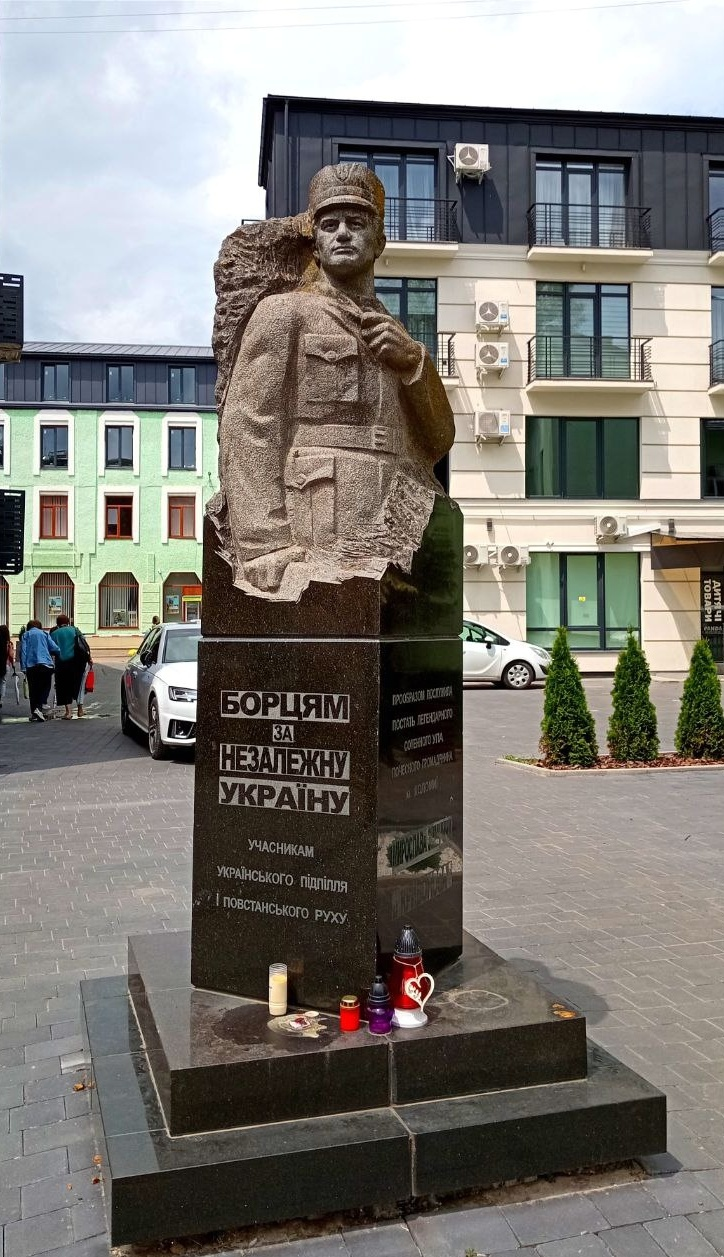
Прижиттєвий пам'ятник
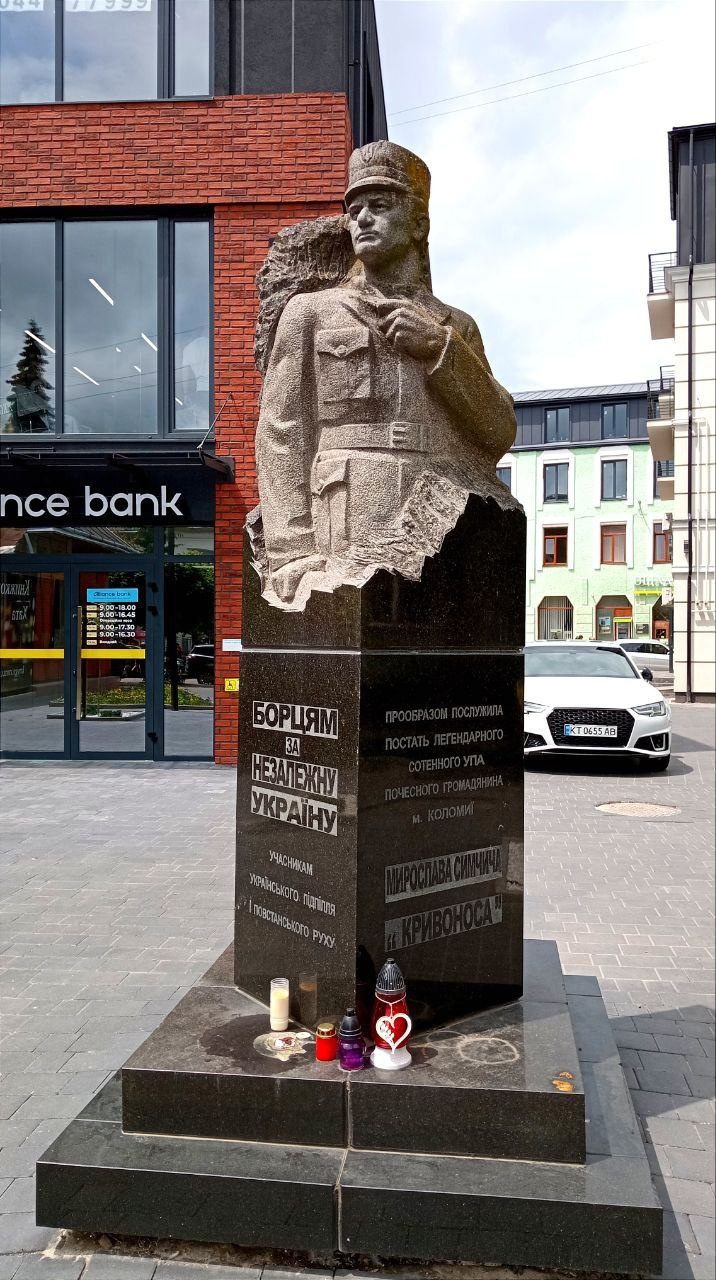
Пам'ятник у 2024
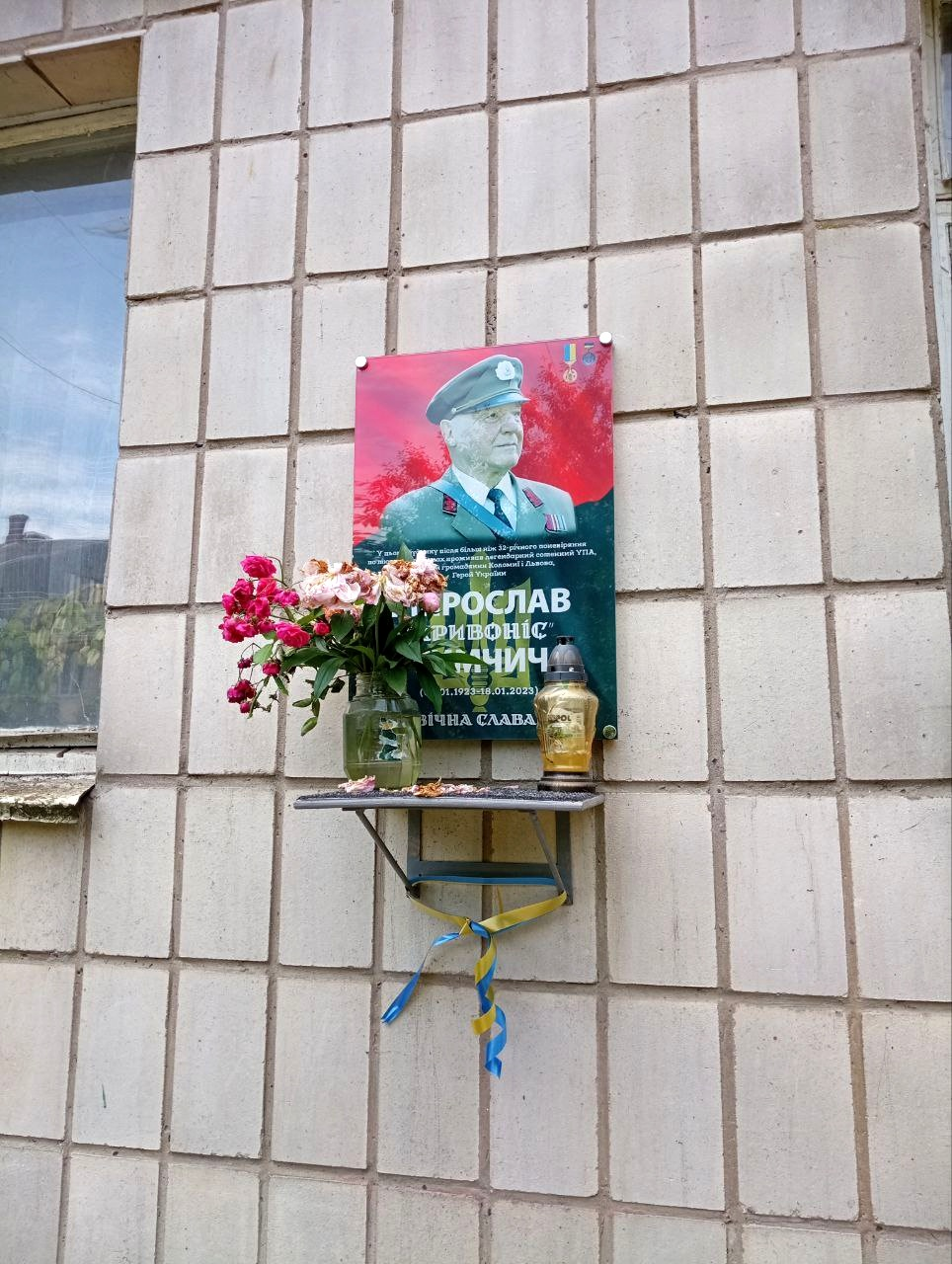
Меморіальна дошка
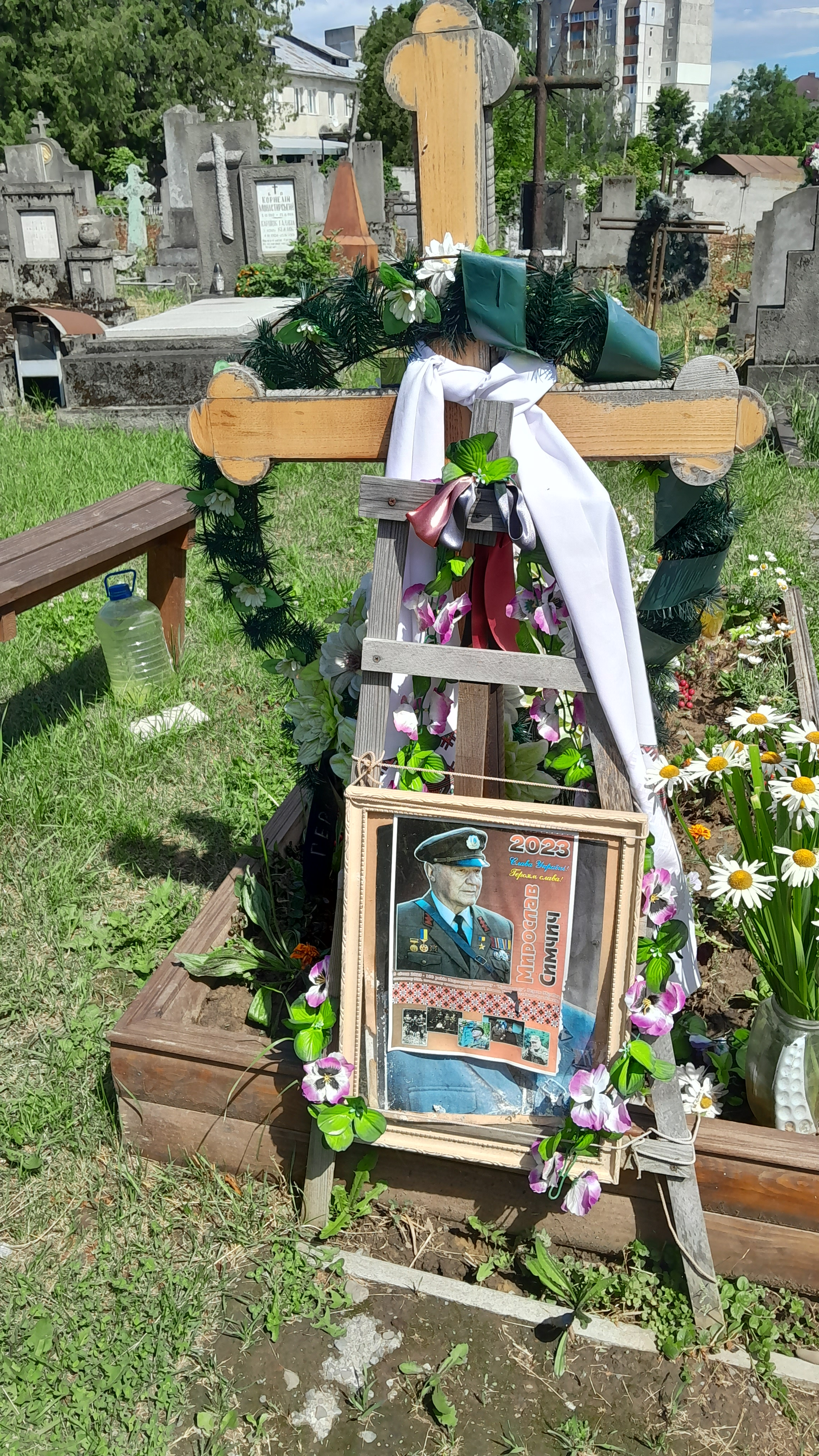
Могила Мирослава Симчича

## Нагороди
- Звання Герой України з врученням ордена «Золота Зірка» (14 жовтня 2022) — за героїзм, виявлений у боротьбі за незалежність України, визначні особисті заслуги у становленні Української державності, багаторічну плідну громадську діяльність[20].
- Орден Свободи (21 серпня 2015) — за значний особистий внесок у державне будівництво, консолідацію українського суспільства, соціально-економічний, науково-технічний, культурно-освітній розвиток України, активну громадську діяльність, вагомі трудові здобутки та високий професіоналізм[21].
- Орден «За заслуги» III ст. (26 листопада 2005) — за вагомий особистий внесок у національне та державне відродження України, самовідданість у боротьбі за утвердження ідеалів свободи і незалежності, активну громадську діяльність[22].
- Відзнака Президента України — ювілейна медаль «25 років незалежності України» (19 серпня 2016) — за значні особисті заслуги у становленні незалежної України, утвердженні її суверенітету та зміцненні міжнародного авторитету, вагомий внесок у державне будівництво, соціально-економічний, культурно-освітній розвиток, активну громадсько-політичну діяльність, сумлінне та бездоганне служіння Українському народу[8].
- Медаль «За заслуги перед Прикарпаттям»[23].
- Почесний громадянин Івано-Франківська,[24] Коломиї та Львова[25].
- Срібна Зірка за поранення (1945) - за особисту мужність і героїзм виявлений у захисті державного суверенітету та територіальної цілісності України, вірність у сміливі присязі.
- Ювілейна відзнака міського голови м. Івано-Франківська «80 років УПА» (2022)[26].